# Ben Cayetano
Benjamin « Ben » Jerome Cayetano, né le 14 novembre 1939 à Honolulu, est un avocat et un homme politique américain, membre du Parti démocrate. Lieutenant-gouverneur d'Hawaï entre 1986 et 1994, il est gouverneur de l'État d'Hawaï de 1994 à 2002. Il est le premier Philippino-Américain élu à un poste de gouverneur des États-Unis.

## Biographie

### Jeunesse
Benjamin Cayetano grandit à Honolulu, dans le quartier de Kalihi (en). Il se marie à l'âge de 18 ans et s'installe à Los Angeles en 1961 avec sa femme et leur premier enfant. Il étudie à l'Université de Californie. En 1968, il obtient un Bachelor of Arts avec spécialisation en science politique et une « mineure » en histoire des États-Unis. En 1971, il sort diplômé de la Loyola Law School (en) et passe l'examen du barreau de Hawaï,.

### Carrière politique
En 1973, Benjamin Cayetano est nommé à l'agence pour le logement par John A. Burns (en), le gouverneur de l'État d'Hawaï. En 1975, Cayetano est élu à la Chambre des représentants d'Hawaï. Il y effectue deux mandats, ainsi qu'au sénat de l'État. Lieutenant-gouverneur (gouverneur adjoint) entre 1986 et 1994, Cayetano devient gouverneur de l'État d'Hawaï en novembre 1994,. Il est le premier Philippino-américain élu au poste de gouverneur aux États-Unis.
Hawaï est touché par la crise économique asiatique de la fin des années 1990. Cayetano doit faire face à un important déficit et diminue les dépenses publiques. Il est réélu en 1998,. En 2002, il se retire de la vie politique à l'issue de son second mandat.

## Vie personnelle
Le père de Benjamin Cayetano est originaire de la province de Pangasinan, aux Philippines. Il s'établit à Hawaï et travaille dans les plantations, puis comme serveur. Le 5 mai 1997 il se marie avec la femme d'affaires et femme politique Vicky Tiu.